# Lenarcice

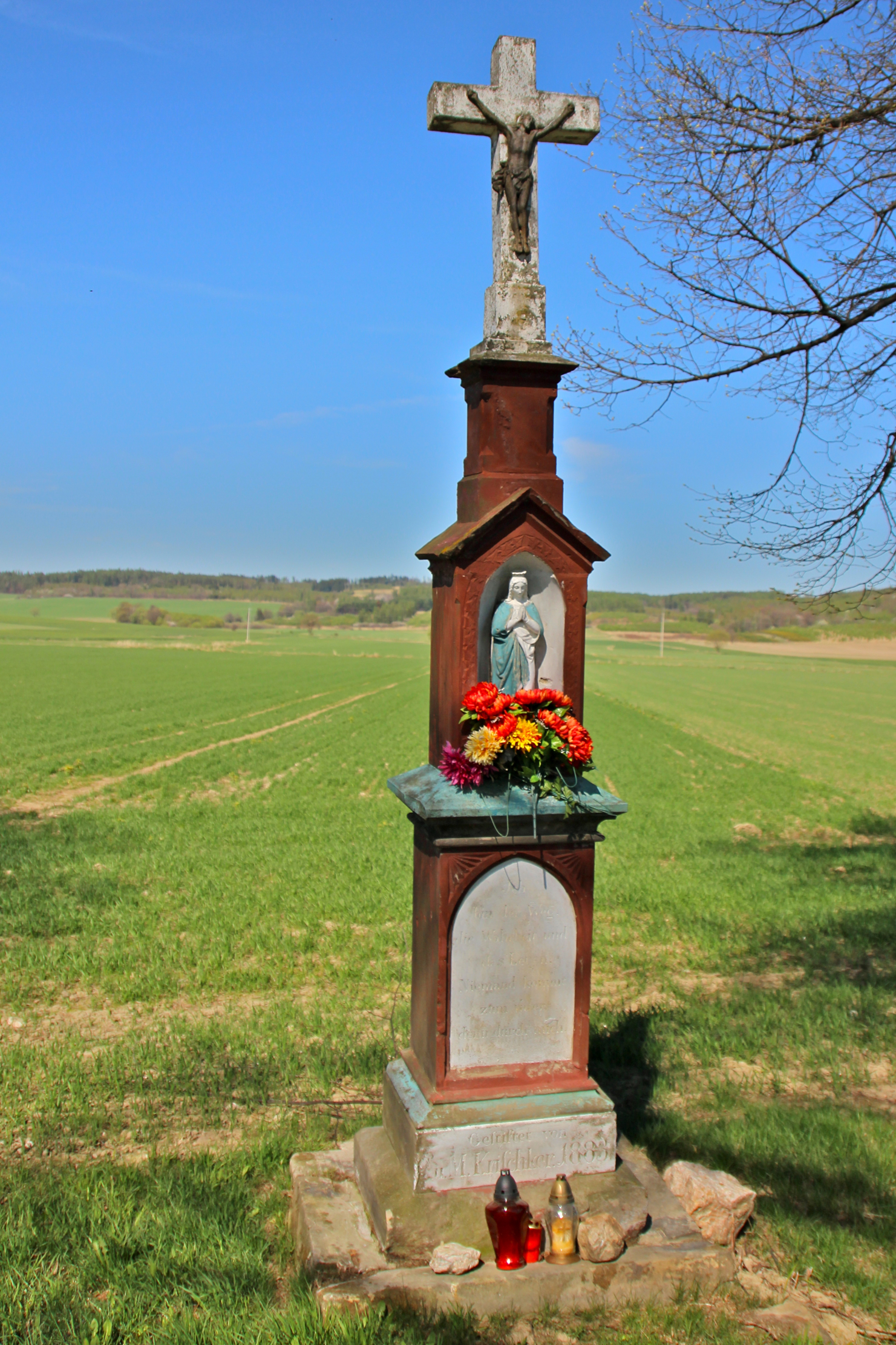

Lenarcice (dříve Linhartowice, česky Linhartovy, německy Geppersdorf) je ves v jižním Polsku, v Opolském vojvodství, v okrese Hlubčice, v gmině Hlubčice, v jihovýchodní části Zlatohorské vrchoviny na řece Opavici. K sołectwu (starostenství, šoltyství) Lenarcice patří przysiółek (osada) Podlesie (německy Feldhof) s dřívějším názvem Lenarcice PGR.

## Příroda
Vesnice se nachází v přírodním parku (polsky obszar chronionego krajobrazu) Rajón Mokre – Lewice.

## Historie
V roce 1742 byla vesnice rozdělena mezi Rakousko a Prusko. Pruská část je dnes v Polsku. Rakouská část je dnes část obce Linhartovy Města Albrechtice v Česku.

## Památky
- ruiny skleníku (oranžérie) linhartovského zámku

## Doprava
Ve vesnici se nachází silniční hraniční přechod do Česka Lenarcice - Linhartovy pro vozidla do 2 tun.